# Midden-Groningen
Midden-Groningen è una municipalità dei Paesi Bassi di circa 61.000 abitanti situata nella provincia di Groninga. È stata istituita il 1º gennaio 2018 dall'unione dei precedenti comuni di Hoogezand-Sappemeer, Menterwolde e Slochteren.